# Meromyza rostrata
Meromyza rostrata är en tvåvingeart som beskrevs av Hubicka 1966. Meromyza rostrata ingår i släktet Meromyza och familjen fritflugor. Arten är reproducerande i Sverige. Inga underarter finns listade i Catalogue of Life.